# DeepL
DeepL (от англ. deep learning — глубокое обучение) — онлайн-переводчик, работающий на основе машинного перевода. Запущен в работу компанией DeepL GmbH из Кёльна в августе 2017 года. Сервис позволяет переводить в более чем 1000 языковых парах на основе 35 языков и диалектов.

## Способ перевода
Служба использует свёрточные нейронные сети, обученные на основе базы Linguee. Перевод генерируется с помощью суперкомпьютера, вычислительная мощность которого составляет 5,1 петафлопс, работающего в Исландии. Свёрточные нейронные сети, как правило, несколько лучше подходят для перевода длинных последовательных словосочетаний, но до сих пор не использовались конкурентами, которые предпочитали использовать рекуррентные нейронные сети либо статистический перевод. Слабые стороны DeepL частично устраняются общеизвестными дополнительными приёмами.
DeepL свободно обрабатывает документы в формате .docx, .doc, .pptx, .ppt. При этом сноски, форматирование и встроенные изображения сохраняются. Онлайн-сервис выполняет переводы в более чем 1000 языковых парах на основе 35 языков.
Регулярно участвует в слепом тестировании качества перевода, соревнуясь с Google, Microsoft и Meta. При этом сами разработчики DeepL заявляют, что это якобы «самый точный переводчик в мире».

## Использование

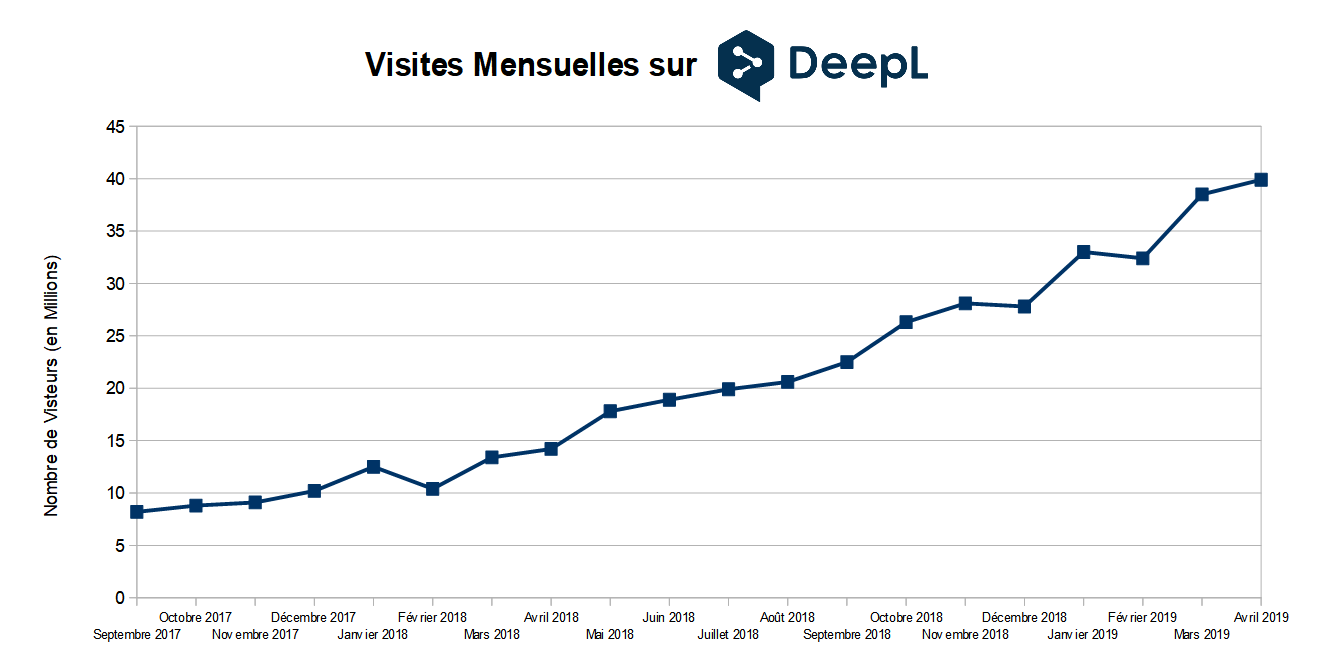
Количество визитов на сайте DeepL

Тексты до 1500 символов (5000 при регистрации аккаунта) переводятся бесплатно. Коммерческие клиенты могут использовать платный программный интерфейс для встраивания DeepL в своё собственное программное обеспечение. Кроме того, DeepL финансируется за счёт рекламы на экране на дочернем сайте linguee.com.
Платный сервис подписки «DeepL Pro» для профессиональных переводчиков, компаний и разработчиков, который доступен с марта 2018 года, имеет интерфейс программирования и программный плагин для инструментов CAT, включая SDL Trados Studio. В отличие от бесплатной версии, переведённые тексты сохраняются, длина текста в поле ввода не ограничена 1500 символами. Модель ценообразования предусматривает базовую ежемесячную плату, которая включает в себя определённое количество текста. Тексты за пределами этого рассчитываются в соответствии с количеством символов.
В октябре 2018 года модель ценообразования была пересмотрена, так что вместо одной модели оплаты доступны различные варианты.
В январе 2023 года DeepL разработал новый сервис DeepL Write для проверки и редактирования текста. DeepL Write изменяет текст, который пользователь пишет, благодаря искусственному интеллекту. В DeepL Write доступны английский, немецкий, французский и другие языки. Можно выбирать стиль и тон отредактированного текста.
В ноябре 2024 года DeepL предоставил сервис DeepL Voice для перевода голоса и глобального сотрудничества в реальном времени.
17 июня 2025 года DeepL стал недоступен для пользователей из России и Беларуси.

## История
Компания «Linguee GmbH» была основана в 2008 году Гереоном Фрахлингом и Леонардом Финком в Кёльне. Они создали словарь для 25 языков, которые можно использовать для перевода через онлайн-сервис. С выпуском «DeepL» в 2017 году название компании было изменено на «DeepL GmbH».

## Поддерживаемые языки
По состоянию на август 2025 года, DeepL поддерживает следующие языки:
- Английский (Американский и Британский)
- Арабский
- Болгарский
- Венгерский
- Вьетнамский
- Голландский
- Греческий
- Датский
- Иврит
- Индонезийский
- Испанский (Европейский и Латиноамериканский)
- Итальянский
- Китайский (упрощённый и традиционный)
- Корейский
- Латышский
- Литовский
- Немецкий
- Норвежский (Букмол)
- Польский
- Португальский (Бразильский и Европейский)
- Румынский
- Русский
- Словацкий
- Словенский
- Тайский
- Турецкий
- Украинский
- Финский
- Французский
- Чешский
- Шведский
- Эстонский
- Японский